# Steven Davis (cestista)
Steven Lee Davis-Smith (Indianapolis, 12 settembre 1993) è un cestista statunitense.

## Palmarès
- Coppa di Slovacchia: 1

Patrioti Levice: 2019